# Neoleucochloridium
Neoleucochloridium är ett släkte av plattmaskar. Neoleucochloridium ingår i familjen Leucochloridiidae.
Kladogram enligt Catalogue of Life:
| Neoleucochloridium | \| \| Neoleucochloridium holostomum \| \| \| \| \| \| Neoleucochloridium problematicum \| \| \| \| |
|                    | \| \| Neoleucochloridium holostomum \| \| \| \| \| \| Neoleucochloridium problematicum \| \| \| \| |
|                    | Leucochloridium                                                                                    |
|                    | |
|                    | Urogonimus                                                                                         |
|                    | |
|                    | Urotocus                                                                                           |
|                    | |
|                    | Neoleucochloridium holostomum                                                                      |
|                    | |
|                    | Neoleucochloridium problematicum                                                                   |
|                    | |

|  | Neoleucochloridium holostomum    |
|  |                                  |
|  | Neoleucochloridium problematicum |
|  |                                  |